# Northern Virginia United FC
Northern Virginia United FC é uma agremiação esportiva da cidade de Leesburg, Virgínia. Atualmente disputa a National Premier Soccer League.

## História
O clube foi fundado no dia 3 de janeiro de 2018 e no mesmo dia foi anunciado como franquia de expansão da NPSL, fazendo sua estreia na temporada 2018.

## Estatísticas

### Participações
|  | Participações em 2018 |

| Competição     | Competição                     | Temporadas | Melhor campanha | Estreia | Última | P | R |
| Estados Unidos | National Premier Soccer League | 1          | Estreia (2018)  | 2018    | 2018   |   | – |